# Ilybius
Ilybius är ett släkte av skalbaggar som beskrevs av Wilhelm Ferdinand Erichson 1832. Ilybius ingår i familjen dykare.

## Bildgalleri

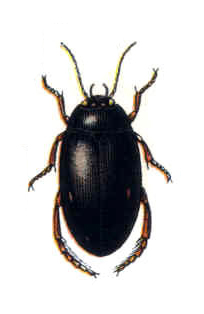
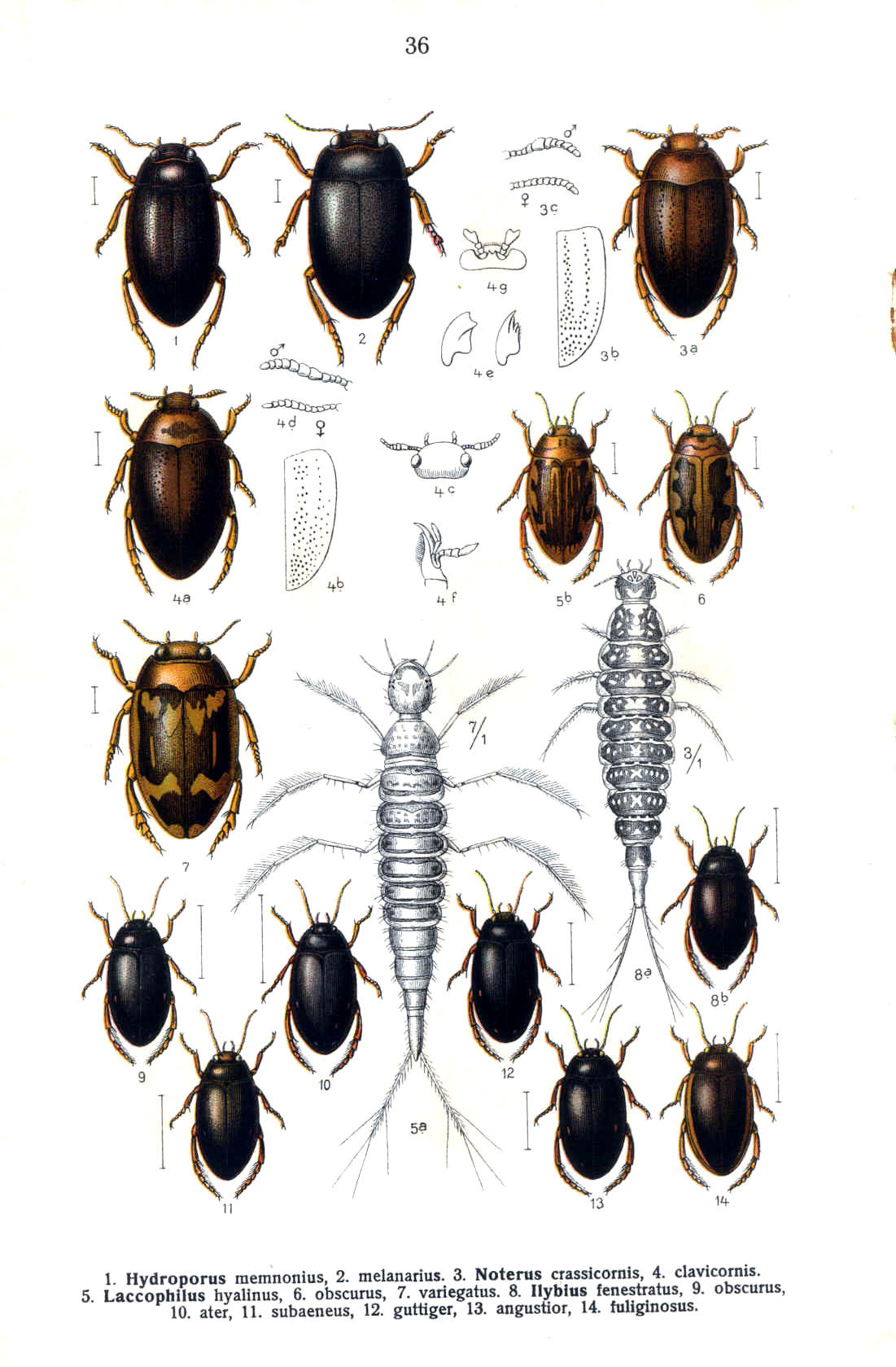
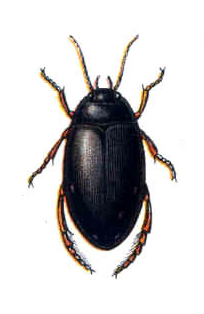
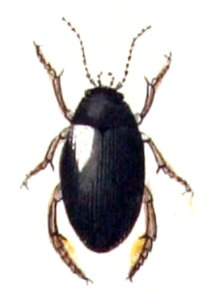
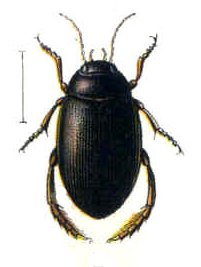
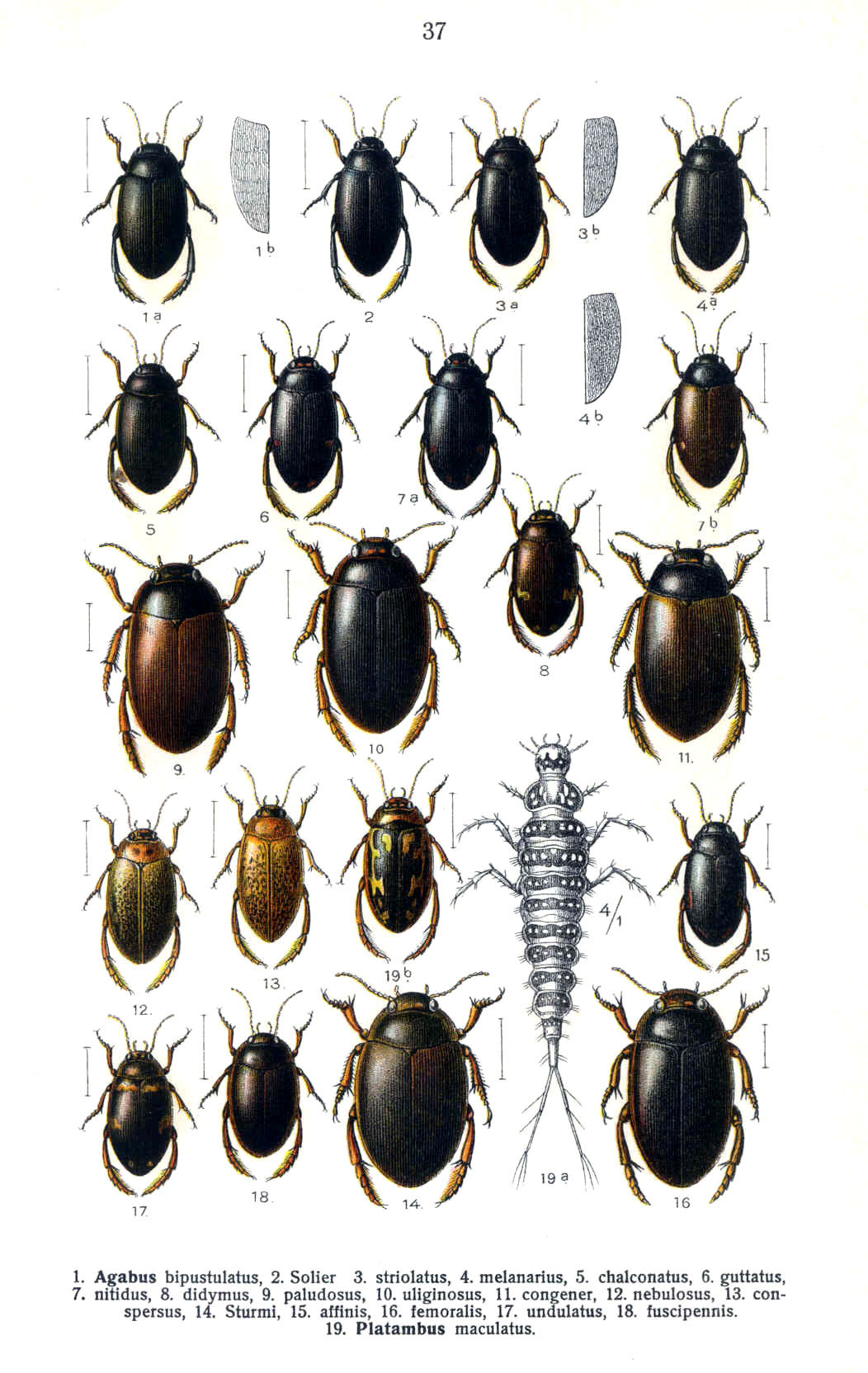

## Dottertaxa tillIlybius, i alfabetisk ordning[1][2]
- Ilybius adygheanus
- Ilybius aenescens
- Ilybius albarracinensis
- Ilybius angustior
- Ilybius anjae
- Ilybius apicalis
- Ilybius ater
- Ilybius austrodiscors
- Ilybius balkei
- Ilybius bedeli
- Ilybius biguttulus
- Ilybius bipunctatus
- Ilybius chalconatus
- Ilybius chishimanus
- Ilybius churchillensis
- Ilybius cinctus
- Ilybius comma
- Ilybius confertus
- Ilybius confusus
- Ilybius corvinus
- Ilybius crassus
- Ilybius dettneri
- Ilybius discedens
- Ilybius discors
- Ilybius erichsoni
- Ilybius euryomus
- Ilybius fenestratus
- Ilybius fraterculus
- Ilybius fuliginosus
- Ilybius gagates
- Ilybius guttiger
- Ilybius hozgargantae
- Ilybius hulae
- Ilybius hypomelas
- Ilybius ignarus
- Ilybius impressus
- Ilybius incarinatus
- Ilybius jaechi
- Ilybius jimzim
- Ilybius lagabrunensis
- Ilybius larsoni
- Ilybius lateralis
- Ilybius lenensis
- Ilybius lenkoranensis
- Ilybius lineellus
- Ilybius meridionalis
- Ilybius minakawai
- Ilybius montanus
- Ilybius nakanei
- Ilybius neglectus
- Ilybius oblitus
- Ilybius obtusus
- Ilybius opacus
- Ilybius ovalis
- Ilybius palustris
- Ilybius pederzanii
- Ilybius piceus
- Ilybius picipes
- Ilybius pleuriticus
- Ilybius poppiusi
- Ilybius pseudoneglectus
- Ilybius quadriguttatus
- Ilybius quadrimaculatus
- Ilybius samokovi
- Ilybius satunini
- Ilybius similis
- Ilybius subaeneus
- Ilybius subtilis
- Ilybius thynias
- Ilybius walsinghami
- Ilybius vancouverensis
- Ilybius vandykei
- Ilybius wasastjernae
- Ilybius wasastjernai
- Ilybius verisimilis
- Ilybius wewalkai
- Ilybius vittiger